# Orieux
Orieux é uma comuna francesa na região administrativa de Occitânia, no departamento dos Altos Pirenéus. Estende-se por uma área de 8,19 km². Em 2010 a comuna tinha 114 habitantes (densidade: 13,9 hab./km²).